# 120-й отдельный гвардейский истребительный авиационный полк
120-й отдельный гвардейский истребительный авиационный полк (120 гв иап, в/ч 63559) — тактическое формирование Воздушно-космических сил Российской Федерации. Базируется на аэродроме Домна в Забайкальском крае.

## История
1 декабря 2010 года на аэродроме Домна была образована 412-я авиационная база 2-го разряда в составе 3-го командования ВВС и ПВО на основании указаний Генерального штаба ВС РФ от 19 июня 2010 года и Директивы Главного штаба ВВС от 12 августа 2010 года.
В составе авиабазы находилось шесть эскадрилий из расформированных в ходе реформы Вооружённых сил авиационных и вертолётных полков. Одной из эскадрилий была 2-я штурмовая эскадрилья «Монгольский арат» на штурмовиках Су-25УБ, которая перешла в состав авиабазы от расформированного 266-го штурмового авиационного полка..
С ноября 2013 началось перевооружение 412-й авиабазы на истребитель-бомбардировщик Су-30СМ.
1 декабря 2014 года 412-я авиационная база была переформирована в 120-й отдельный смешанный авиационный полк.
8 ноября 2018 года Указом президента России полку присвоено почётное наименование «гвардейский» за массовый героизм и отвагу, стойкость и мужество, проявленные личным составом полка в боевых действиях по защите Отечества и государственных интересов в условиях вооруженных конфликтов, и учитывая его заслуги в мирное время